# جیمز نوروود
جیمز نوروود (انگلیسی: James Norwood؛ زادهٔ ۵ سپتامبر ۱۹۹۰) بازیکن فوتبال اهل بریتانیا است.
از باشگاه‌هایی که او در آن بازی کرده‌، می‌توان به باشگاه فوتبال ساتون یونایتد، باشگاه فوتبال فارست گرین راورز، باشگاه فوتبال ترانمره راورز، باشگاه فوتبال اکستر سیتی، باشگاه فوتبال ایست‌بورن بورو و باشگاه فوتبال ایست‌بورن تاون اشاره کرد.